# Crystal River (Floride)
Pour les articles homonymes, voir Crystal River.
Crystal River est une municipalité du comté de Citrus, en Floride, aux États-Unis. Sa population était de 3 485 habitants en 2000 et, selon les estimations du Bureau du recensement des États-Unis, de 3 600 en 2005. Incorporée en 1903, la municipalité de Crystal River est située sur la rivière Crystal River et accueille une centrale nucléaire, la Centrale nucléaire de Crystal River. Elle est située à proximité du Crystal River Archaeological State Park et du Crystal River Preserve State Park.